# Johann Friedrich Wilhelm Toussaint von Charpentier
Pour les articles homonymes, voir Charpentier (homonymie).
Johann Friedrich Wilhelm Toussaint von Charpentier est un géologue et un alpiniste allemand, né le 24 juin 1738 à Dresde et mort le 27 juillet 1805 à Freiberg (Électorat de Saxe).
Sa famille est originaire de Normandie. Il étudie les mathématiques et la jurisprudence à l'université de Leipzig. Il obtient la chaire de mathématique en 1765 puis des mines en 1784.
Il a été le professeur de Novalis 'Friedrich von Hardenberg, le plus célèbre poète du premier romantisme allemand, qui a été le fiancé de sa fille Julie. Une pièce de théâtre met en scène leur relation (Gérard Valin, Novalis à Freiberg, Paris, 2015).
Deux de ses fils suivent des carrières scientifiques : le géologue et entomologiste Toussaint von Charpentier (1779-1847) et le géologue Johann von Charpentier (1786-1855).

## Œuvres
- Mineralogische Geographie der Chursächsischen Lande, 1778
- Petrographische Charte des Churfürstentums Sachsen, 1778
- Beobachtungen über die Lagerstätten der Erze, 1799
- Beiträge zur geognostischen Kenntnis des Riesengebirges, 1804